# Zbigniew Frankowski
Zbigniew Frankowski – polski gitarzysta i basista rockowy i popowy, wokalista, kontrabasista, kompozytor.

## Kariera muzyczna
Urodził się i wychował w Łodzi. Od roku 1968 grał w tamtejszych młodzieżowych zespołach bigbitowych, a byli to: Bardowie, Cykady, Śliwki i awangardowy Vox Gentis (ostatni skład zespołu to współtworzony wraz z Markiem Jackowskim duet gitar elektrycznych). W 1968 roku po występie konkursowym z zespołem Bardowie, odbywającym się podczas Gitariady w łódzkim Domu Kultury „Energetyk” – został uznany najlepszym instrumentalistą i wokalistą imprezy (wyróżnienie). Pierwsze nagrania (radiowe) zarejestrował w tym samym roku, ponieważ jedną z nagród była możliwość wzięcia przez zespół udziału w sesji nagraniowej. Pierwsze znaczące koncerty w jego karierze miały miejsce wiosną 1969 roku, gdy formacja Vox Gentis rozpoczęła występy w Piwnicy Pod Baranami w Krakowie. W drugiej połowie roku 1969 porzucił pomysł podjęcia studiów architektonicznych na Politechnice Warszawskiej i w sierpniu tegoż roku dołączył do nowopowstałej grupy Quorum z którą w listopadzie tego samego roku wystąpił podczas wspólnych koncertów z The Tremeloes i Grupą ABC Andrzeja Nebeskiego w Warszawie, a w 1970 roku na VIII KFPP w Opolu, gdzie zaśpiewał piosenkę pt. Ach co to było za ślub, za wykonanie której zespół otrzymał jedną z głównych nagród (Nagroda Przewodniczącego Komitetu ds. RiTV). Na nagranej w tym samym roku EP-ce Pronitu (N 0601) – oprócz opolskiego przeboju grupy znalazła się również jego kompozycja do słów Leszka Aleksandra Moczulskiego, zatytułowana Dalekie kraje. Będąc członkiem grupy Quorum, nagrywał również w Polskim Radiu, a także muzykę do filmu Dzięcioł (1970) oraz wystąpił w obrazach Pięć i pół bladego Józka (1971) i Milion za Laurę (1971). Latem 1972 roku muzyk wszedł w skład nowego wcielenia artystycznego zespołu Anawa, którego wokalistą został Andrzej Zaucha. W sierpniu 1972 roku formacja wzięła udział w koncercie towarzyszącym XX Letnim Igrzyskom Olimpijskim w Monachium. W maju 1973 roku uczestniczyła w Studenckiej Wiośnie Estradowej, zaś we wrześniu w Intercopernicaliach. Anawa w tym składzie pozostawiła po sobie album Anawa, który pozostał najbardziej rockowym krążkiem w jej dorobku. Zespół został rozwiązany jesienią 1973 roku. Kolejnym etapem w karierze gitarzysty było w 1974 roku jego dołączenie do grupy Maryli Rodowicz z którą m.in. zaliczył dwa festiwale sopockie z piosenkami laureatkami, którymi zostały: Kolorowe jarmarki i Remedium. Krótko współpracował również z Grupą I. W 1980 roku jako kontrabasista wyjechał na kilka lat do Norwegii, a następnie do Finlandii, gdzie występował z wieloma muzykami skandynawskimi. Od 2005 roku jest wokalistą i gitarzystą basowym, a także współzałożycielem łódzkiej formacji The Bootels, która w swoim repertuarze ma utwory zespołu The Beatles. Muzycy są posiadaczami certyfikatu, otrzymanego od właścicieli słynnego The Cavern Club w Liverpoolu, potwierdzającego wysoki poziom w reprezentowaniu muzyki Beatlesów na świecie. Zespół występował tam ponad dwadzieścia razy, a także w całej Europie w tym w Polsce i ma koncie dwa albumy studyjne.